# Tramwaje w Ouro Preto
Tramwaje w Ouro Preto − zlikwidowany system komunikacji tramwajowej w brazylijskim mieście Ouro Preto.

## Historia
Komunikację tramwajową w Ouro Preto uruchomiono 1 grudnia 1888. Od samego początku sieć tramwajów konnych składała się z 3 linii tramwajowych, które prowadziły do Alto da Cruz, Largo do Rosário oraz do cmentarza Saramenha. Siecią zarządzała spółka Companhia Ferro Carril Ouro Pretana. Prawdopodobnie ze względu na trudne warunki terenowe sieć zamknięto już około 1891. 